# (1015) Christa
(1015) Christa es un asteroide que forma parte del cinturón exterior de asteroides y fue descubierto por Karl Wilhelm Reinmuth desde el observatorio de Heidelberg-Königstuhl, Alemania, el 31 de enero de 1924.

## Designación y nombre
Christa fue designado inicialmente como 1924 QF.
Se desconoce la razón del nombre.

## Características orbitales
Christa orbita a una distancia media del Sol de 3,206 ua, pudiendo alejarse hasta 3,473 ua y acercarse hasta 2,94 ua. Su inclinación orbital es 9,462° y la excentricidad 0,08301. Emplea en completar una órbita alrededor del Sol 2097 días.